# 奥土战争 (1788年—1791年)
1788-1791年奥土战争（英语：Austro-Turkish War）在哈布斯堡君主国和奥斯曼帝国之间进行，这场战争与第六次俄土战争、俄瑞战争（1788-1790年）和剧院战争同时发生。奥土战争有时被称为哈布斯堡-奥斯曼战争或奥地利-奥斯曼战争。

## 战争目标
此次奥土战争始于俄土冲突。以叶卡捷琳娜大帝为首的俄罗斯帝国曾卷入多次俄土战争，俄土两国公开敌对。1787年8月，在俄罗斯的多次挑衅之后，奥斯曼帝国向俄罗斯宣战。奥地利皇帝约瑟夫二世于1781年与俄罗斯人缔结了联盟，该联盟使奥地利人有义务全力协助俄罗斯军队。维也纳认为奥地利必须迅速采取行动，以免惹恼叶卡捷琳娜大帝。约瑟夫这次必须确保奥地利不会再次空手而归，就像俄罗斯吞并克里米亚的时候。
事实上，约瑟夫在他帝国的一个偏远地区，也就是现在的比利时，面临着一个严重威胁。奥地利还要注意与强大的北方邻国普鲁士的长期紧张关系。
作家霍赫德林格（Hochedlinger）认为，土耳其人在主动发起战争时也犯了错误。从俄罗斯的角度来看，这场冲突可以被称为防御性战争。土耳其的主动宣战也使法国更难继续其作为苏丹的保护者继续对抗俄罗斯。

## 战斗

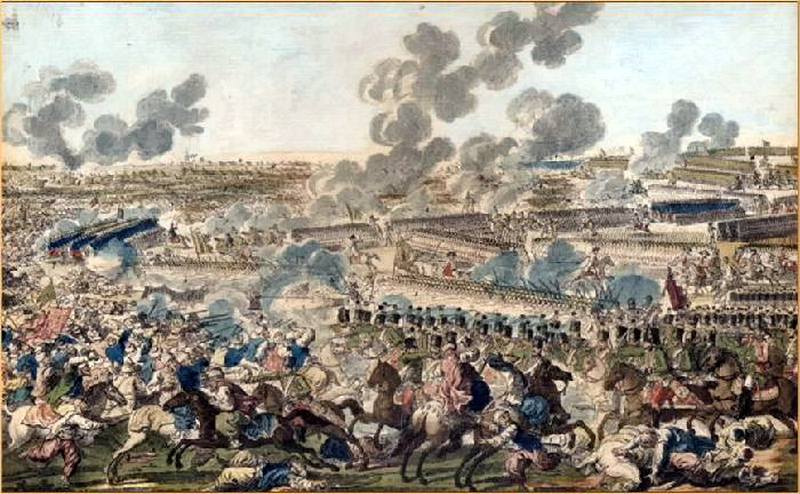
俄罗斯-奥地利与土耳其军队在雷姆尼克战役交战

奥地利于1788年2月参战，尽管此时他们已经失去了轻松获胜的最佳机会。俄罗斯的缓慢准备导致奥斯曼军队集中在贝尔格莱德。奥地利人在摩尔达维亚依靠俄国人的支持，这种支持始于1788年底，而约瑟夫二世似乎一直不愿与奥斯曼人作战。七月，奥斯曼人越过多瑙河，闯入奥地利巴纳特。供应短缺是双方共有的问题，而疾病则再一次打击了奥地利军队。多达50,000名塞族难民涌入多瑙河，给奥地利人造成后勤问题。8月中旬，约瑟夫二世派遣20,400名士兵进入巴纳特。奥地利在巴纳特成立了一个由5,000名士兵组成的塞尔维亚自由军团，由逃离奥斯曼帝国的难民组成。军团将在奥地利指挥下为解放塞尔维亚而战。
后来，胜利天平转向奥地利：土耳其人被驱逐出克罗地亚、巴纳特和波斯尼亚的部分地区，贝尔格莱德被年迈的陆军元帅劳东在为期三周的战役中占领，奥属塞尔维亚政府随之成立。奥军也在苏沃洛夫的统帅下赢得了福克沙尼战役和雷姆尼克战役的胜利，萨克森-科堡的约西亚斯随后征服了布加勒斯特。

## 疾病
在前线，疟疾和其他疾病的爆发对军队有极大影响。1788年奥地利军队中爆发了流感，一半的士兵生病，数千名士兵死亡。约瑟夫二世在前线度过了大部分战争，并且是在那里得病的人之一。他最终在回家后（1790年2月20日）死于疾病。

## 结果

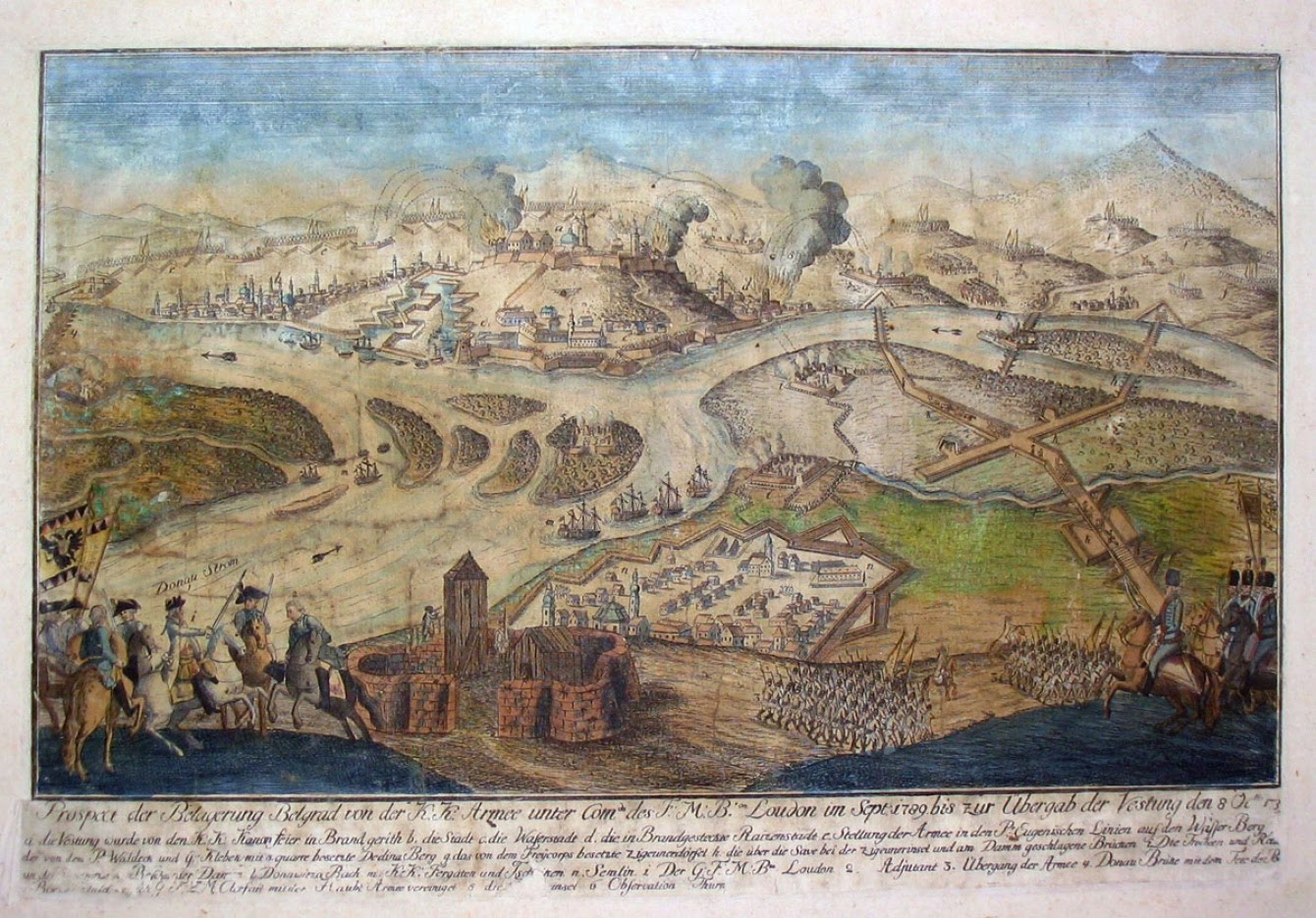
1789年的贝尔格莱德围城战。奥地利将贝尔格莱德和其他被占领的领土归还给奥斯曼帝国

由于普鲁士威胁出兵干涉战争并支持奥斯曼帝国，约瑟夫二世的继任者利奥波德二世被迫结束战争。在1791年8月4日的西斯托瓦条约确定的最终谈判结果中，奥地利的收益微薄，需要向奥斯曼帝国归还战争中占领的所有领土，除了奥尔绍瓦小镇和克罗地亚的一小块靠近波斯尼亚-克罗地亚边境的土地，
俄罗斯则在黑海沿岸获得了新的领土，并迫使土耳其人在1792年1月9日的雅西条约中承认先前的俄罗斯占领的土地。对于奥斯曼人来说，战争是国家长期衰落中的一个突出事件（参见奥斯曼帝国的滞止）。1791年，奥斯曼军队和战舰撤退到欧洲，导致埃米尔·伊斯梅尔·贝在埃及被推翻。他的继任者穆拉德·贝和易卜拉欣·贝建立了一个独立于伊斯坦布尔的政权。

### 塞尔维亚
塞尔维亚在战前一直处于奥斯曼帝国的统治之下，并且依照最后的条约，仍然是奥斯曼帝国的领地。这场战争将对塞尔维亚的未来历史产生重要影响。史学家拉吉奇（Suzana Rajić）认为，
16、17和18世纪的战争在塞尔维亚人的意识中灌输了一种根深蒂固的期望，即只有奥地利才能伸出援助之手（即从奥斯曼帝国手中解放塞尔维亚）。在奥土战争（1788-1791）结束后，这种信念在很大程度上动摇了。尽管塞族人在与土耳其人的战斗中取得了胜利并遭受了重大伤亡，但奥地利还是放弃了解放塞尔维亚并将其还给苏丹。从那时起，俄罗斯在塞尔维亚人复国的计划中取代了奥地利的位置。

## 奥地利的国内经济
战争对奥地利的经济产生了严重的负面影响，并阻碍了创建现代公民社会的进程。历史学家卡林格（Ronald Caringer）认为：
为了有时间和财力进行国内改革，约瑟夫二世需要在外交事务中保持稳定。战争停止改革，这是一个久经考验的格言。然而，约瑟夫的掠夺性外交政策与叶卡捷琳娜二世的政策相结合，导致了1787年至1790年的奥土战争。这场战争摧毁了奥地利的国内经济。第二年，奥地利国债飙升至2200万盾，1790年达到4亿。随着食品价格和税收的上涨以及新征兵制的实施，维也纳的气氛十分紧张。1788/89年歉收之后，奥地利爆发了面包骚乱，皇帝的声望一落千丈。
历史学家所罗门（Maynard Solomon）写道：奥地利文化精英的士气也受到严重侵蚀；对征兵的恐惧导致许多贵族家庭离开维也纳，人们普遍对约瑟夫皇帝感到失望，认为他背叛了开明改革运动的承诺。